# Dactylispa chujoi
Dactylispa chujoi es una especie de insecto coleóptero de la familia Chrysomelidae.
Fue descrita científicamente en 1957 por Shirozu.